# Sirghaja
Sirghaja (arab. سرغايا) – miasto w Syrii, w muhafazie Damaszek. W 2004 roku liczyło 7501 mieszkańców.